# Moderní komedie
Moderní komedie (A Modern Comedy) je románová trilogie anglického spisovatele Johna Galsworthyho, nositele Nobelovy ceny za literaturu za rok 1932. Jde o pokračování autorovy úspěšné trilogie Sága rodu Forsytů. Podobně jako předcházející forsytovský cyklus se i Moderní komedie, poprvé souhrnně vydaná roku 1928, skládá ze tří románů a dvou tzv. meziher. Jednotlivé její části mají tyto názvy:
- The White Monkey (1924, Bílá opice), román,
- A Silent Wooing (1927, Tiché vábení), povídka, první mezihra.
- The Silver Spoon (1926, Stříbrná lžička), román,
- Passers By (1927, Kolemjdoucí), povídka, druhá mezihra.
- Swan Song (1928, Labutí píseň), román, česky také jako Labutí zpěv.

Děj tohoto díla se odvíjí ve dvacátých letech 20. století (v letech 1922–1926) a líčí osudy třetí a čtvrté generace Forsytů. Na rozdíl od staré generace, která houževnatě usilovala o zlepšení svého postavení a rozmnožení rodinného majetku, žijí mladí Forsytové ze dne na den, pachtí se za požitky a novotami a přitom jim není jasný cíl, k němuž směřují. Hlavním hrdinou je mladý liberální aristokrat Michael Mont, neúspěšně usilující o sociální a hospodářské přeměny. Jeho manželka, dcera Soamese Forsyta Fleur, je typická představitelka poválečné „moderní“ ženy, podřizující lásku a krásu sobectví vysoké společnosti. Zatímco v prvním cyklu Galsworthy Forsyty ironizoval a kritizoval za jejich majetnické pudy, staví se k nim v tomto svém druhém cyklu mnohem kladněji a zejména Soamese líčí se zřejmými sympatiemi, neboť v něm vidí protiklad k rozkolísanosti poválečného světa.
Vedle „forsytovských“ postav zobrazuje autor v trilogii i postavení nezaměstnaných dělníků a popisuje sociální snahy o zlepšení jejich situace, stejně jako politikaření vysokých společenských kruhů, tisku a soudnictví. Trilogie je tedy "ságou" i "komedií" o tom, jak odumírá starý svět pevných hodnot a rodí se svět jiný, který své hodnoty teprve hledá.